# Flota
Flota – zespół statków podporządkowanych jednemu z przewoźników żeglugi lub państwu, którego mają banderę. 
Najczęściej wyróżniane floty statków:
- flota handlowa
- flota wojenna
- flota pasażerska
- flota rybacka